# Szojuz 7K–OK
A Szojuz 7K–OK (oroszul: Союз 7К–ОК, GRAU-kódja: 11F615) szovjet űrhajó, melyet az 1960-as évek közepén fejlesztettek ki az OKB–1 tervezőirodában. Ez volt a Szojuz űrhajók első változata. Eredetileg a szovjet holdrepüléshez szánt űrhajótípusokhoz  a Föld körüli pályán végrehajtandó tesztekhez fejlesztették ki. 1966–1970 között 16 darabot indítottak a típusból. Ezen alapultak az űrállomások kiszolgálására később létrehozott Szojuz űrhajók.

## A típus repülései

### Személyzet nélküli repülések
- Koszmosz–133
- Koszmosz–140
- Koszmosz–186
- Koszmosz–188
- Koszmosz–212
- Koszmosz–213
- Koszmosz–238
- Szojuz–2

### Emberes űrrepülések
- Szojuz–1
- Szojuz–3
- Szojuz–4
- Szojuz–5
- Szojuz–6
- Szojuz–7
- Szojuz–8
- Szojuz–9